# Anders Lexell

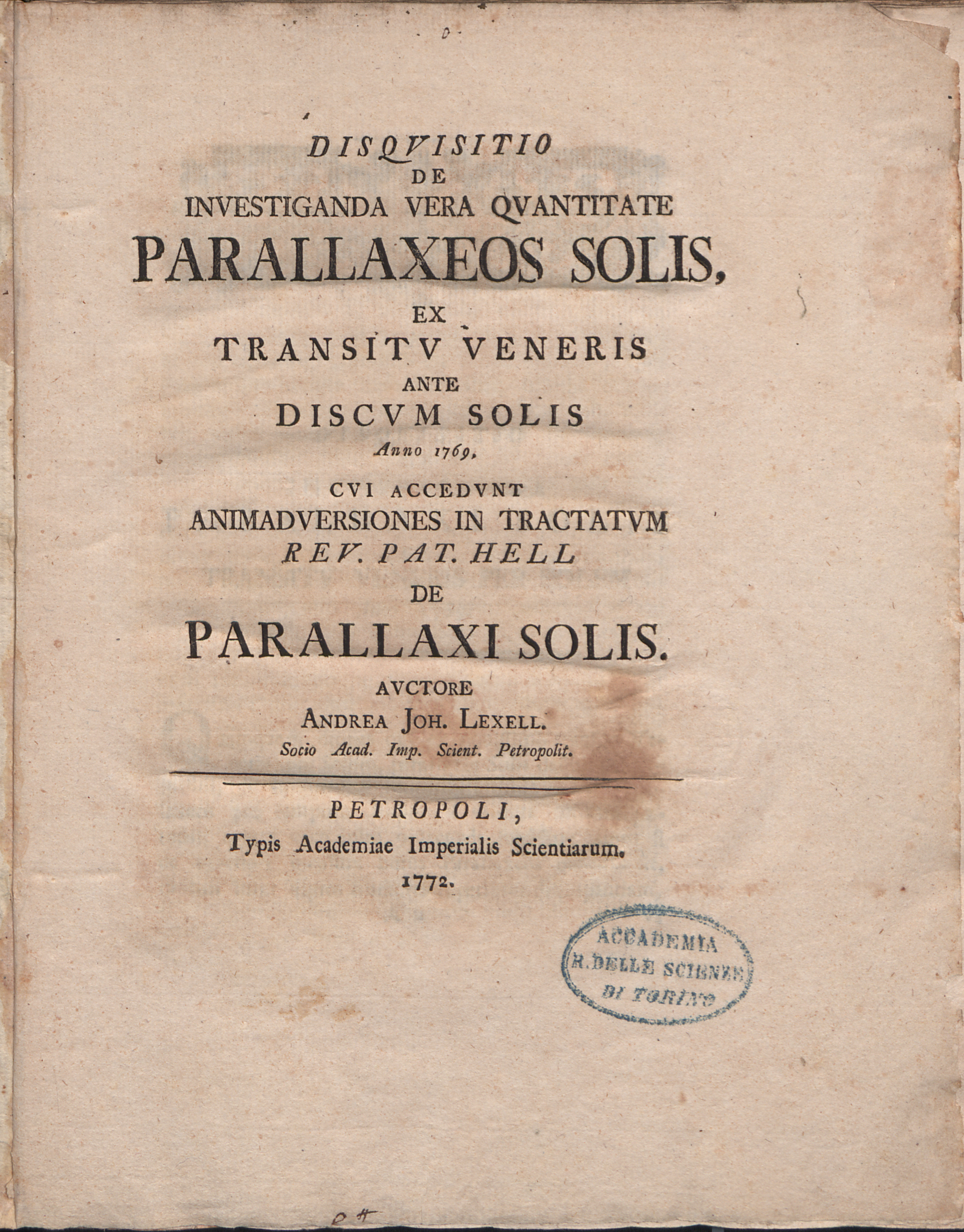
Disquisitio de investiganda vera quantitate

Anders Johan Lexell (24 décembre 1740 à Åbo – 11 décembre 1784) était un astronome et mathématicien suédois-finlandais. En Russie, il est connu sous le nom de Andrei Ivanovich Leksel (Андрей Иванович Лексель). Son nom est parfois écrit Anders Johann Lexell ou encore Johann Anders Lexell.

## Biographie
Lexell est né à Åbo (aujourd'hui Turku en Finlande) en 1740.
Il émigra en Russie en 1768, et devint l'ami de Leonhard Euler (il était là à son dernier jour) et de son élève, Nicolas Fuss avec lequel il collabora à l'étude des triangles sphériques. On lui doit l'étude du mouvement des comètes et particulièrement le calcul de l’orbite de la comète D/1770 L1 (Lexell), qui fut nommée en son honneur par la suite (bien qu’elle ait été découverte par Charles Messier). Cette comète fut celle qui passa la plus proche de la Terre dans toute l’histoire des comètes (bien que quelques astéroïdes soient passés plus près) faisant d’elle le premier objet géocroiseur recensé, la distance exacte n’est pas connue mais elle a été estimée de l’ordre de 3 millions de kilomètres. Lexell montra que la comète avait eu un large périhélie jusqu'à ce qu’elle rencontre Jupiter en 1767. Il prédit que, après une rencontre encore plus proche, deux révolutions plus tard, en 1779, la comète serait expulsée du système solaire interne.
Il fut également le premier à calculer l’orbite d’Uranus après sa découverte et réalisa d’après son orbite que c’était une planète plutôt qu’une comète. De plus il trouva qu’Uranus était perturbée et déduisit l’existence d’une autre planète (éventuellement Neptune), bien que sa position ne fût pas calculée jusqu'à Urbain Le Verrier. Enfin, on lui doit un théorème relatif aux lignes trigonométriques dans les triangles sphériques, prolongeant ceux de François Viète et qui donne le lieu des sommets des triangles sphériques de même aire et de même base.
Il était fellow de la Royal Society of Edinburgh. L’astéroïde (2004) Lexell fut nommé en son honneur.

## Publications
- (la) Methodus integrandi nonnulis aequationum exemplis illustrata
- (la) (avec J. A. Euler et W. L. Krafft) Theoria motuum Lunae, nova methodo pertractata una cum tabulis astronomicis, unde ad quodvis tempus loca Lunae expedite computari possunt, incredibili studio atque indefesso labore trium Academicorum : Johannis Alberti Euler, Wolffgangi Ludovici Kraft, Johannis Andreae Lexel. Opus dirigente Leonardo Eulero
- (la) Disquisitio de investiganda vera quantitate parallaxeos solis ex transitu Veneris ante discum solis anno 1769, 1772 — Il s'agit du transit de Vénus de 1761 ; en annexe, des remarques sur l'ouvrage de Maximilien Hell portant sur la parallaxe du soleil.
- Recherches sur la nouvelle planète, découverte par M. Herschel et nommée Georgium Sidus, 1783

### Correspondance
- Arthur Birembaut, « L'Académie royale des Sciences en 1780 vue par l'astronome suédois Lexell (1740-1784) », dans Revue d'histoire des sciences et de leurs applications, 1957, vol. 10, no 2, p. 148–166